# Wasteland (альбом The Jam)
Wasteland — живий альбом англійської групи The Jam, який вийшов у жовтні 1992 року.

## Композиції
1. News Of The World
2. Burning Sky
3. Saturday's Kids
4. Art School
5. In The Street Today
6. Non-Stop Dancing
7. Wasteland
8. In The City
9. Strange Town
10. Standards
11. A-Bomb In Wardour Street
12. In The Crowd
13. London Girl
14. David Watts
15. I Got By In Time
16. All Around The World

## Учасники запису
- Пол Веллер — вокал, гітара, клавішні
- Брюс Фокстон — бас
- Рік Баклер — ударні